# Valentine Ball
Valentine Ball (14 luglio 1843 – 15 giugno 1894) è stato un geologo e ornitologo irlandese.
Era il fratello di Sir Robert Ball.

## Biografia
Ball entrò nella Geological Survey of India, divenendo in breve un'autorità non solo nel campo della geologia, ma anche dell'ornitologia e dell'antropologia.
La sua opera più nota è Jungle-Life in India ("Vita della giungla in India").
In seguito, divenne direttore del National Museum of Ireland.
Fu un contributore regolare a Stray Feathers, la rivista ornitologica fondata da Allan Octavian Hume.
L'Otus balli (Andaman Scops Owl) è così nominato in suo onore.

## Opere

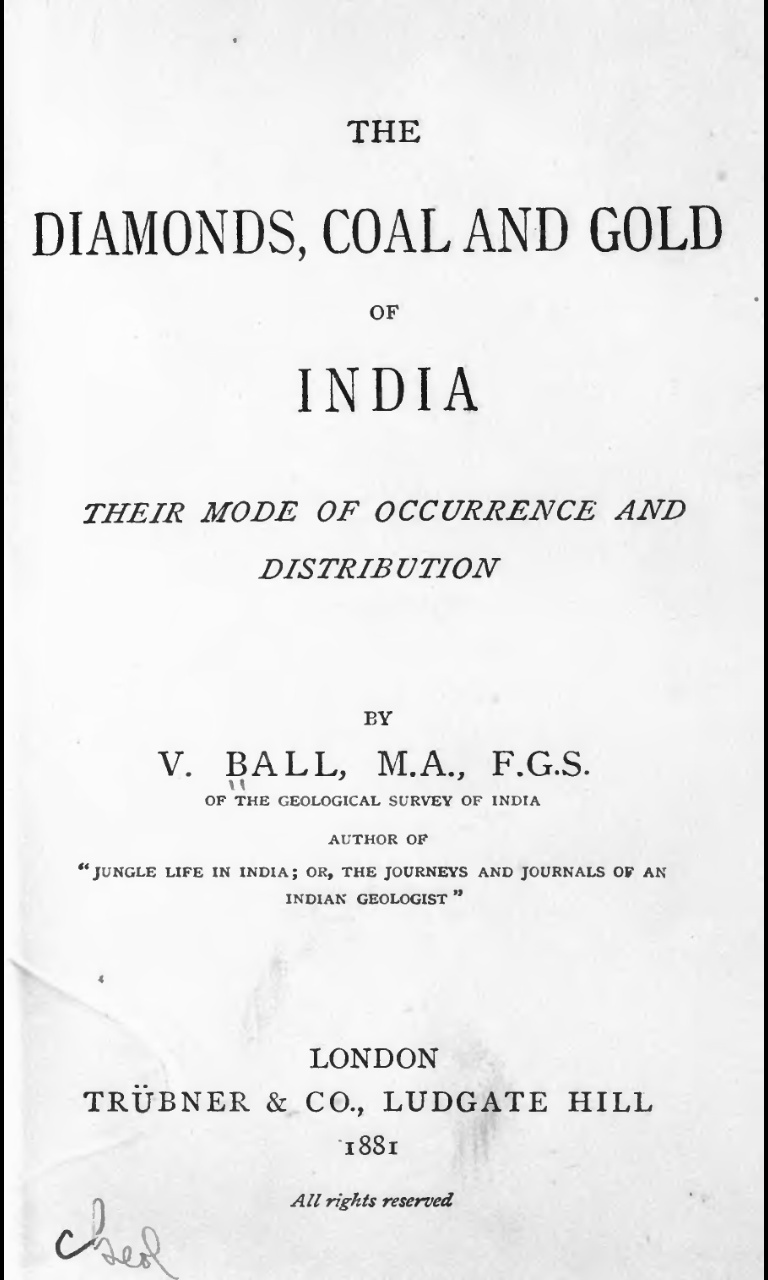

- V. Ball, On the avifauna of the Chutia, Nagpur Division S. W. frontier of Bengal, Stray Feathers 2: 355 440, 1874.
- V. Ball, Notes on birds observed in the region between Mahanadi and Godavari rivers, Stray Feathers 5: 410-420, 1877.
- V. Ball, From Ganges to the Godaveri, on the distribution of birds, Stray Feathers 7: 191 235,1878.
- V. Ball, Jungle life in India, Thomas de la Rue & Co. London, 1880.
- V. Ball, The Diamonds, Coal and Gold of India, 1881 (copia digitalizzata)